# كينتارو إيشي
كينتارو إيشي (باليابانية: 石井健太郎؛ بالكانا: いしい けんたろう) هو لاعب شوغي ‏ ياباني، ولد في 13 أبريل 1992 في تشيبا في اليابان.